# Río Candanchú

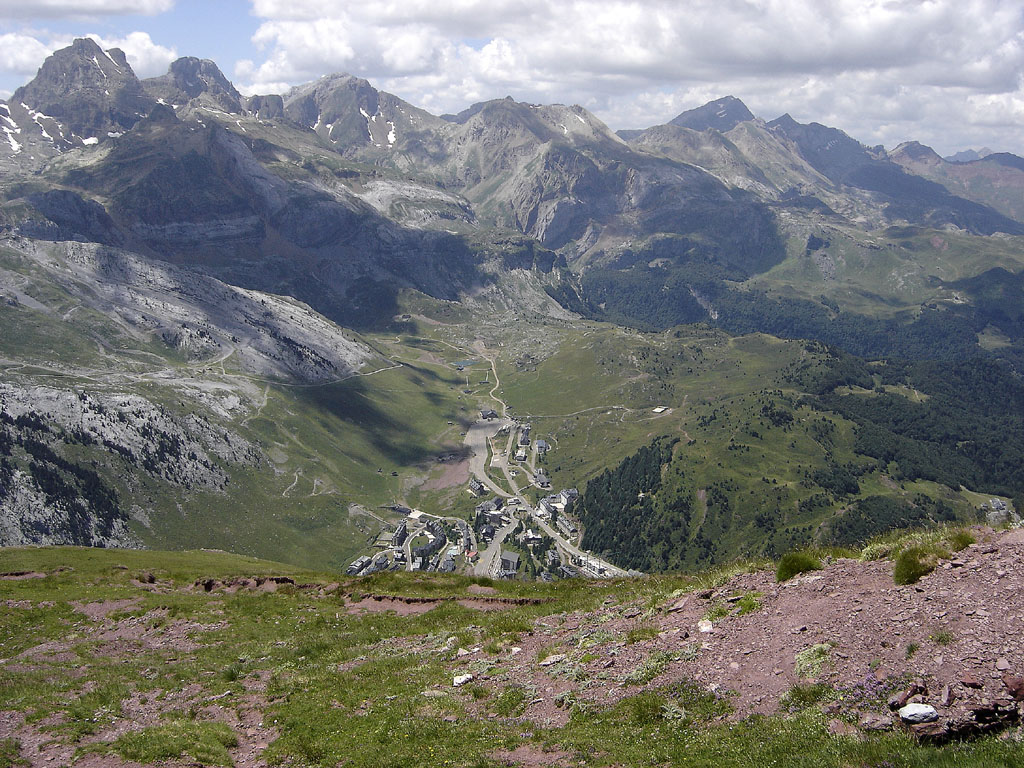
Panorámica del valle de Candanchú desde la ladera de La Raca (2.284 m).

El río Candanchú es un pequeño río del noreste de España, discurre paralelo a la frontera con Francia y es el primer afluente del río Aragón, desembocando debajo del puente de Escarné o de Santa Cristina en su margen derecha. Drena una cuenca de 35,78 km² de los que 0,57 km²  están en Francia y aporta un caudal anual estimado desconocido, por la ausencia de mediciones y porque una gran parte del caudal teórico se filtra al subsuelo de caliza.

## Geografía
Este pequeño río nace en la rinconada de Tortiellas a 1.624 metros de altitud y recoge la escorrentía y varios manantiales del tubo de la Zapatilla, de la escorrentía del karst de Ciudad de Piedra en el collado de Causiat, frontera con Francia y de un manantial que formaba una charca cubierta de vegetación acuática, hoy devastada para construir una pista de biathlon.
Por su margen izquierda tiene un afluente de aguas permanentes que nace en el monte Candanchú, también llamado Alto de Santa Cristina, cuya línea de cumbres hace frontera natural con Francia salvo en el nacimiento de este afluente, que está en dicho país. Este arroyo drena varios manantiales y turberas allí existentes y desemboca entubado bajo el aparcamiento de la estación invernal de Candanchú, al igual que el propio río Candanchú, que discurre entubado a 6 metros de profundidad durante más de 1 kilómetro, hasta salir entre escombros a las afueras de la urbanización y desembocar en el río Aragón a 1.485 metros de altitud. Su longitud total es de 1,89 kilómetros.
- Datos: Q5747275